# Örs socken, Dalsland
Örs socken i Dalsland ingick i Nordals härad och området ingår sedan 1971 i Melleruds kommun och motsvarar från 2016 Örs distrikt.
Socknens areal är 112,10 kvadratkilometer varav 103,02 land.  År 2000 fanns här 726 invånare. En del av tätorten Dals Rostock samt  sockenkyrkan Örs kyrka ligger i socknen.   

## Administrativ historik
Socknen har medeltida ursprung. Före 1550 införlivades  Mustasäters församling (socken).
Vid kommunreformen 1862 övergick socknens ansvar för de kyrkliga frågorna till Örs församling och för de borgerliga frågorna bildades Örs landskommun. Landskommunen uppgick 1952 i Kroppefjälls landskommun som 1969 uppgick i Melleruds köping som 1971 ombildades till Melleruds kommun. Församlingen utökades 2010. 1 januari 2025 uppgick församlingen i Melleruds församling.
1 januari 2016 inrättades distriktet Ör, med samma omfattning som församlingen hade 1999/2000.  
Socknen har tillhört län, fögderier, tingslag och domsagor enligt vad som beskrivs i artikeln Nordals härad. De indelta soldaterna tillhörde Västgöta-Dals regemente och Sundals kompani.

## Geografi
Örs socken ligger sydväst om Mellerud kring Örsjön med Kroppefjäll i väster. Socknen har slättbygd på Dalboslätten i öster och kuperad skogsbygd i väster.

## Fornlämningar
Lösfynd och tre boplatser från stenåldern har påträffats. Från bronsåldern finns spridda gravrösen, skålgropsförekomster och en hällristning. Från järnåldern finns spridda gravar, ett gravfält och två fornborgar. En vikingatida silverskatt har påträffats.

## Namnet
Namnet skrevs 1380 Öör och kommer från en bebyggelse vid kyrkan. Ör antas vara ett äldre namn på Örsjön, där ör, 'grus(bank)' syftar på en sådan vid utloppet.

## Personer från bygden
Skalden Gunno Dahlstierna är född i socknen. Den stora Ingevaldssläkten har sina rötter här och är uppkallad efter stamfadern Ingevaldus Laurenti (Ingevald Larsson) som på 1500-talet var församlingens kyrkoherde.

## Befolkningsutveckling
| Befolkningsutvecklingen i Örs socken, Dalsland 1750–1990                                                | Befolkningsutvecklingen i Örs socken, Dalsland 1750–1990 | Befolkningsutvecklingen i Örs socken, Dalsland 1750–1990 | Befolkningsutvecklingen i Örs socken, Dalsland 1750–1990 | Befolkningsutvecklingen i Örs socken, Dalsland 1750–1990 |
| --- | -------------------------------------------------------- | -------------------------------------------------------- | -------------------------------------------------------- | -------------------------------------------------------- |
| |                                                          |                                                          |                                                          |                                                          |
| År |                                                          |                                                          | Folkmängd                                                |                                                          |
| 1750 | 1750                                                     |                                                          | 1 164                                                    |                                                          |
| 1760 | 1760                                                     |                                                          | 1 226                                                    |                                                          |
| 1769 | 1769                                                     |                                                          | 1 258                                                    |                                                          |
| 1800 | 1800                                                     |                                                          | 1 594                                                    |                                                          |
| 1810 | 1810                                                     |                                                          | 1 500                                                    |                                                          |
| 1820 | 1820                                                     |                                                          | 1 898                                                    |                                                          |
| 1830 | 1830                                                     |                                                          | 2 239                                                    |                                                          |
| 1840 | 1840                                                     |                                                          | 2 487                                                    |                                                          |
| 1850 | 1850                                                     |                                                          | 2 620                                                    |                                                          |
| 1860 | 1860                                                     |                                                          | 2 972                                                    |                                                          |
| 1870 | 1870                                                     |                                                          | 3 007                                                    |                                                          |
| 1880 | 1880                                                     |                                                          | 2 939                                                    |                                                          |
| 1890 | 1890                                                     |                                                          | 2 509                                                    |                                                          |
| 1900 | 1900                                                     |                                                          | 2 194                                                    |                                                          |
| 1910 | 1910                                                     |                                                          | 1 983                                                    |                                                          |
| 1920 | 1920                                                     |                                                          | 1 867                                                    |                                                          |
| 1930 | 1930                                                     |                                                          | 1 738                                                    |                                                          |
| 1940 | 1940                                                     |                                                          | 1 571                                                    |                                                          |
| 1950 | 1950                                                     |                                                          | 1 236                                                    |                                                          |
| 1960 | 1960                                                     |                                                          | 1 033                                                    |                                                          |
| 1970 | 1970                                                     |                                                          | 848                                                      |                                                          |
| 1980 | 1980                                                     |                                                          | 744                                                      |                                                          |
| 1990 | 1990                                                     |                                                          | 768                                                      |                                                          |
| Anm: Källor: Umeå universitet - Tabellverket 1749-1859, Demografiska databasen, CEDAR, Umeå universitet |                                                          |                                                          |                                                          |                                                          |